# Изен (река)
Изен (нем. Isen) — река в Германии, протекает по Верхней Баварии (земля Бавария). Речной индекс 1838. Площадь бассейна реки составляет 586,40 км². Длина реки 81,02 км. Высота истока 622 м. Высота устья 371 м.
Система водного объекта: Инн → Дунай → Чёрное море.

## Название
Река получила название от индоевропейского слова eis, обозначающего быстрое движение. По названию реки названы к монастырь и город Изен.

## Телепередачи
- Die Isen. TV series Topographie by Dieter Wieland. Bayerischer Rundfunk 1981. (нем.)
- Mein Isental. Nature documentary by Jan Haft. Bayerisches Fernsehen 2007. 45 min. (нем.)